# Arlen López
Arlen López est un boxeur cubain né le 21 février 1993. Champion du monde à Doha en 2015 en poids moyens, il confirme l'année suivante en devenant champion olympique à Rio de Janeiro en 2016 puis à champion olympique à Tokyo en 2020, cette fois dans la catégorie des poids mi-lourds.

## Carrière
Sa carrière en amateur est principalement marquée par un titre de champion du monde remporté à Doha en 2015 dans la catégorie des poids moyens ainsi que par une médaille d'or aux Jeux panaméricains de Toronto en 2015. L'année suivante, il remporte la médaille d'or en dominant le tournoi olympique des poids moyens aux Jeux olympiques de 2016,. López récidive à Tokyo en s'imposant en finale du tournoi olympique des poids mi-lourds aux dépens du Britannique Benjamin Whittaker.

## Palmarès

### Jeux olympiques
- Médaille d'or en -81 kg aux Jeux olympiques d'été de 2020 à Tokyo, Japon.
- Médaille d'or en -75 kg aux Jeux olympiques d'été de 2016 à Rio de Janeiro, Brésil.

### Championnats du monde
- Médaille d'or en -75 kg en 2015 à Doha, Qatar.

### Jeux panaméricains
- Médaille d'or en -75 kg en 2015 à Toronto, Canada.
- Médaille d'or en -75 kg en 2019 à Lima, Pérou.